# Список мастеров спорта Республики Беларусь международного класса по футболу
Ниже перечислены футболисты, которым было присвоено спортивное звание «мастер спорта Республики Беларусь международного класса».

## Разрядные требования
Мастер спорта Республики Беларусь международного класса – участвовать в составе:
- сборных команд Республики Беларусь в финальной части Олимпийского турнира, чемпионата мира и Европы (национальная и молодёжная до 21 года);
- команды в групповом турнире Лиги чемпионов или 1/8 финала розыгрыша Лиги Европы;
- сборной команды Республики Беларусь, занявшей 1–3-е место на чемпионате мира среди юниоров (до 19 лет) или сборной студенческой команды Республики Беларусь на Всемирной Универсиаде.

## Список

### 2009
Звание присвоено 23 футболистам молодёжной сборной Беларуси за участие в финальной части чемпионата Европы 2009 в Швеции.
- Чесновский, Павел Геннадьевич («Витебск»)
- Осипович, Николай Николаевич (МТЗ-РИПО, Минск)
- Мартынович, Александр Владимирович («Динамо», Минск)
- Шитов, Игорь Сергеевич (БАТЭ, Борисов)
- Бордачёв, Максим Александрович (БАТЭ, Борисов) (номер удостоверения — 1689[1])
- Баланович, Сергей Михайлович («Шахтёр», Солигорск)
- Кривец, Сергей Вячеславович (БАТЭ, Борисов) (номер удостоверения — 1690[1])
- Володько, Александр Павлович (БАТЭ, Борисов)
- Ковель, Леонид Леонидович («Сатурн», Раменское, Россия) (номер удостоверения — 1691[1])
- Комаровский, Дмитрий Александрович («Нафтан», Новополоцк)
- Афанасьев, Михаил Васильевич («Амкар», Пермь, Россия)
- Гомелько, Артём Викторович («Локомотив», Москва, Россия)
- Сачивко, Александр Владимирович («Минск»)
- Путило, Антон Константинович («Динамо», Минск)
- Кисляк, Сергей Викторович («Динамо», Минск)
- Веретило, Олег Владимирович («Динамо», Минск) (номер удостоверения — 1730[2])
- Гигевич, Сергей Михайлович («Динамо», Минск)
- Верховцов, Дмитрий Николаевич («Нафтан», Новополоцк)
- Янушкевич, Алексей Святославович («Шахтёр», Солигорск)
- Юрченко, Владимир Васильевич («Сатурн», Раменское, Россия)
- Сиваков, Михаил Сергеевич («Кальяри», Италия)
- Ковалевский, Антон Анатольевич («Нафтан», Новополоцк)
- Чухлей, Андрей Владимирович («Динамо», Минск)
- Гуков, Иван Васильевич («Столица», Минск)

### 2011
Звание присвоено 20 футболистам молодёжной сборной Беларуси за участие в финальной части чемпионата Европы 2011 в Дании (остальные — Веретило, Гомелько и Сиваков — получили звание двумя годами ранее).
- Гутор, Александр Петрович (БАТЭ, Борисов)
- Драгун, Станислав Эдуардович («Динамо», Минск)
- Матвейчик, Сергей Сергеевич («Гомель»)
- Политевич, Сергей Эдуардович («Динамо», Минск) (номер удостоверения — 1962[3])
- Бага, Дмитрий Анатольевич (БАТЭ, Борисов)
- Остроух, Юрий Мечиславович («Ведрич-97», Речица) (номер удостоверения — 1960[3])
- Букаткин, Никита Александрович («Нафтан», Новополоцк)
- Скавыш, Максим Петрович (БАТЭ, Борисов)
- Перепечко, Александр Юрьевич («Динамо», Минск)
- Воронков, Андрей Николаевич («Кривбасс», Кривой Рог, Украина)
- Нехайчик, Павел Александрович (БАТЭ, Борисов)
- Рыжко, Юрий Александрович («Торпедо», Жодино)
- Рекиш, Дмитрий Васильевич («Полония», Варшава, Польша)
- Гордейчук, Михаил Николаевич (БАТЭ, Борисов)
- Гайдучик, Виталий Викторович («Динамо», Брест)
- Поляков, Денис Александрович («Шахтёр», Солигорск)
- Савостьянов, Евгений Евгеньевич («Неман», Гродно) (номер удостоверения — 1961[3])
- Филипенко, Егор Всеволодович (БАТЭ, Борисов)
- Гущенко, Дмитрий Викторович («Витебск»)
- Хващинский, Владимир Александрович («Динамо», Брест)